# New Lots Avenue (Canarsie Line)
New Lots Avenue is een station van de metro van New York aan de Canarsie Line, in het stadsdeel Brooklyn. Het station opende op 28 juni 1906.  Het is een bovengronds station gelegen op het kruispunt van de New Lots Avenue en de Van Sinderen Avenue in de wijk Brownsville in de borough Brooklyn.